# Cezary Augustynowicz
Cezary „Cezar” Augustynowicz (ur. 18 grudnia 1970 w Morągu) – polski wokalista, muzyk, kompozytor, autor tekstów i multiinstrumentalista. Znany z wieloletnich występów w grupie muzycznej Christ Agony, której był założycielem, zaliczany również do grona najważniejszych muzyków blackmetalowych, którzy wywarli wpływ na rozwój gatunku w Polsce.
Augustynowicz współpracował ponadto z grupą muzyczną Vader, perkusistą Krzysztofem Raczkowskim w projekcie pod nazwą Moon oraz grupami Whispers, Nox Lunaris, Gilotyna, Seth i Frost. Wystąpił gościnnie na płytach takich zespołów jak: Behemoth, Vader, Devilish Impressions czy Azarath. W wyniku konfliktu z wytwórnią płytową Cezar zakończył działalność grupy Christ Agony w której miejsce powołał zespół Union będący kontynuacją muzyki prezentowanej przez kompozytora. W 2007 roku działalność Christ Agony została wznowiona.
Muzyk jest endorserem gitar firmy Ran, która produkuje dla niego sygnowany instrument pod nazwą Demon Cezar Signature. Muzyk używa ponadto kolumn głośnikowych DL Dawid Laboga.

## Życie prywatne
W młodości Augustynowicz uczęszczał do studium aktorskiego w Ciechanowie. W 2003 roku u muzyka został zdiagnozowany uraz nerwów łokciowych. W następstwie lewa dłoń muzyka została sparaliżowana uniemożliwiając grę na gitarze. Po przeprowadzonej pomyślnie operacji i wielomiesięcznej rehabilitacji gitarzysta odzyskał sprawność w dłoni. W 2010 roku urodził się syn muzyka Natan.

## Dyskografia
- Behemoth – Sventevith (Storming Near the Baltic) (1995, Pagan Records, gościnnie)
- Vader – Future of the Past (1996, Koch International, gościnnie)
- Whispers - Passions (1997, Demonic Records)
- Nox Lunaris - XVIII-XVIII (1997, Pagan Folk Productions)
- Vader - Black to the Blind (1997, Koch International Poland, gościnnie)
- Frost - Poison of Your Thoughts (1999, Faithless Records, gościnnie)
- Devilish Impressions – Diabolicanos - Act III: Armageddon (2008, Conquer, gościnnie)
- Azarath – Praise the Beast (2009, Agonia Records, gościnnie)
- Zørormr - IHS (2013, Seven Gates of Hell, gościnnie)
- Evil Machine - War in Heaven (2013, Arachnophobia Records, gościnnie)[11]
- Armagedon – Thanatology (2013, Mystic Production, gościnnie)[12]